# 宇美町
宇美町（うみまち）は、福岡県糟屋郡に属する町。

## 地理
福岡県の北西部、福岡市の東南東約15kmの場所に位置する。福岡都市圏に属する町のひとつで、町の北部・北西部の平地は福岡市のベッドタウンとして開発が進んでいる。町の南部・東部は山地で、特に南部の四王寺山はハイキングコースとして人気がある。また町東部の三郡山は福岡県の代表的な登山コースとなっている。

### 隣接している自治体・行政区
- 飯塚市 - 境界部全域が山地となっており、道路は通っていない。
- 筑紫野市 - 境界部全域が山地となっており、道路は通っていない。
- 大野城市
- 太宰府市
- 糟屋郡志免町
- 糟屋郡須恵町

### 地名
- 井野
- 宇美
- 四王寺
- 炭焼
- ひばりが丘1丁目～3丁目 - 1995年、井野より発足
- 四王寺坂1丁目～3丁目 - 1996年、炭焼より発足
- 宇美1丁目～6丁目 - 1997年、宇美より発足
- とびたけ1丁目～4丁目 - 1997年、宇美より発足
- 桜原1丁目～3丁目 - 1999年、宇美より発足
- 原田1丁目～5丁目 - 2000年、炭焼より発足（5丁目は2001年発足）
- 貴船1丁目～5丁目 - 2000年、宇美・炭焼より発足（5丁目は2002年発足）
- ゆりが丘1丁目～7丁目 - 2001年、宇美・炭焼より発足（7丁目は2016年発足）
- 平和1丁目～2丁目 - 2002年、宇美より発足
- 明神坂1丁目～3丁目 - 2002年、宇美より発足
- 光正寺1丁目～3丁目 - 2003年、宇美より発足
- 若草1丁目～3丁目 - 2003年、宇美より発足
- 宇美東1丁目～3丁目 - 2004年、宇美より発足
- 障子岳南1丁目～6丁目 - 2005年、宇美より発足
- 障子岳1丁目～6丁目 - 2006年、宇美より発足
- 宇美中央1丁目～4丁目 - 2012年、宇美より発足
- 神武原1丁目～6丁目 - 2016年、宇美より発足

### 人口
| |                                        |  |
| 宇美町と全国の年齢別人口分布（2005年） | 宇美町の年齢・男女別人口分布（2005年） |  |
| ■紫色 ― 宇美町 ■緑色 ― 日本全国 | ■青色 ― 男性 ■赤色 ― 女性              |  |
| 宇美町（に相当する地域）の人口の推移 \| 1970年（昭和45年） \| 19,395人 \| \| \| 1975年（昭和50年） \| 19,982人 \| \| \| 1980年（昭和55年） \| 23,966人 \| \| \| 1985年（昭和60年） \| 28,594人 \| \| \| 1990年（平成2年） \| 34,283人 \| \| \| 1995年（平成7年） \| 36,728人 \| \| \| 2000年（平成12年） \| 38,126人 \| \| \| 2005年（平成17年） \| 39,136人 \| \| \| 2010年（平成22年） \| 38,592人 \| \| \| 2015年（平成27年） \| 37,927人 \| \| \| 2020年（令和2年） \| 37,671人 \| \| |                                        |  |
| 総務省統計局 国勢調査より |                                        |  |
| 1970年（昭和45年） | 19,395人                               |  |
| 1975年（昭和50年） | 19,982人                               |  |
| 1980年（昭和55年） | 23,966人                               |  |
| 1985年（昭和60年） | 28,594人                               |  |
| 1990年（平成2年） | 34,283人                               |  |
| 1995年（平成7年） | 36,728人                               |  |
| 2000年（平成12年） | 38,126人                               |  |
| 2005年（平成17年） | 39,136人                               |  |
| 2010年（平成22年） | 38,592人                               |  |
| 2015年（平成27年） | 37,927人                               |  |
| 2020年（令和2年） | 37,671人                               |  |

## 歴史
日本書紀・古事記の記述では神功皇后が朝鮮半島出兵（三韓征伐）の帰路に応神天皇を出産した地とされ、これにちなんで「産み」に通じる「宇美」という地名がつけられたといわれている。また、新井白石が『古史通惑問』で指摘して以来、音が似ている事から『魏志』「倭人伝」で邪馬台国の道程中に登場する不弥国に比定する説もある。

### 近現代
- 1889年（明治22年）4月1日 - 町村制の施行により、糟屋郡宇美村、炭焼村、四王寺村及び井野村の区域をもって、糟屋郡宇美村が発足する。
- 1920年（大正9年）10月20日 - 宇美村が町制施行して宇美町が発足する。
- 1948年（昭和23年）6月18日 - 三菱鉱業勝田鉱業所で坑内爆発事故が発生。死者58人（54人とする記述あり）、負傷10人[1]。
- 1954年（昭和29年）6月18日 - 町内の宇美鉱業所で坑内爆発事故が発生。死者12人[2]。

町村制施行時に宇美村として発足して以来、一度も市町村合併を行っていない。

## 行政

### 歴代町長
- 安川博 - 2002年3月6日就任。2014年3月5日退任。3期。
- 木原忠 - 2014年3月6日就任。2022年3月5日退任。2期。
- 安川茂伸 - 2022年3月6日就任。任期は2026年3月5日まで。1期目[3]。

### 町議会
- 定数: 14人
- 任期: 2026年3月5日

### 出来事
- 2019年11月、時任裕史町議（42歳、2期目）が、沖縄県警に大麻取締法違反（譲渡）の疑いで逮捕された[4]。沖縄県警によると、時任は7～10月、米海兵隊軍属の男に大麻を宅配便で送り、有償で譲り渡すなどしたとしている。時任は事件を受け、議員辞職した[5]。2020年8月7日、那覇地方裁判所は時任に対し、懲役4年6月、罰金100万円、追徴金約404万円（求刑懲役5年、罰金100万円、追徴金約404万円）の有罪判決を言い渡した[6]。
- 2021年5月、町内の新型コロナウイルスワクチンの集団接種で、医師は可動式の椅子に座ったまま接種を待つ人の列を移動し、次々に問診と接種を行う方式が採用される。高齢者の会場内移動の負担が減り、接種完了までの時間短縮にもつながる当該接種法は「宇美方式」と呼ばれ、台湾や大阪府岸和田市の集団接種でも採用されている[7][8][9]。

## 教育

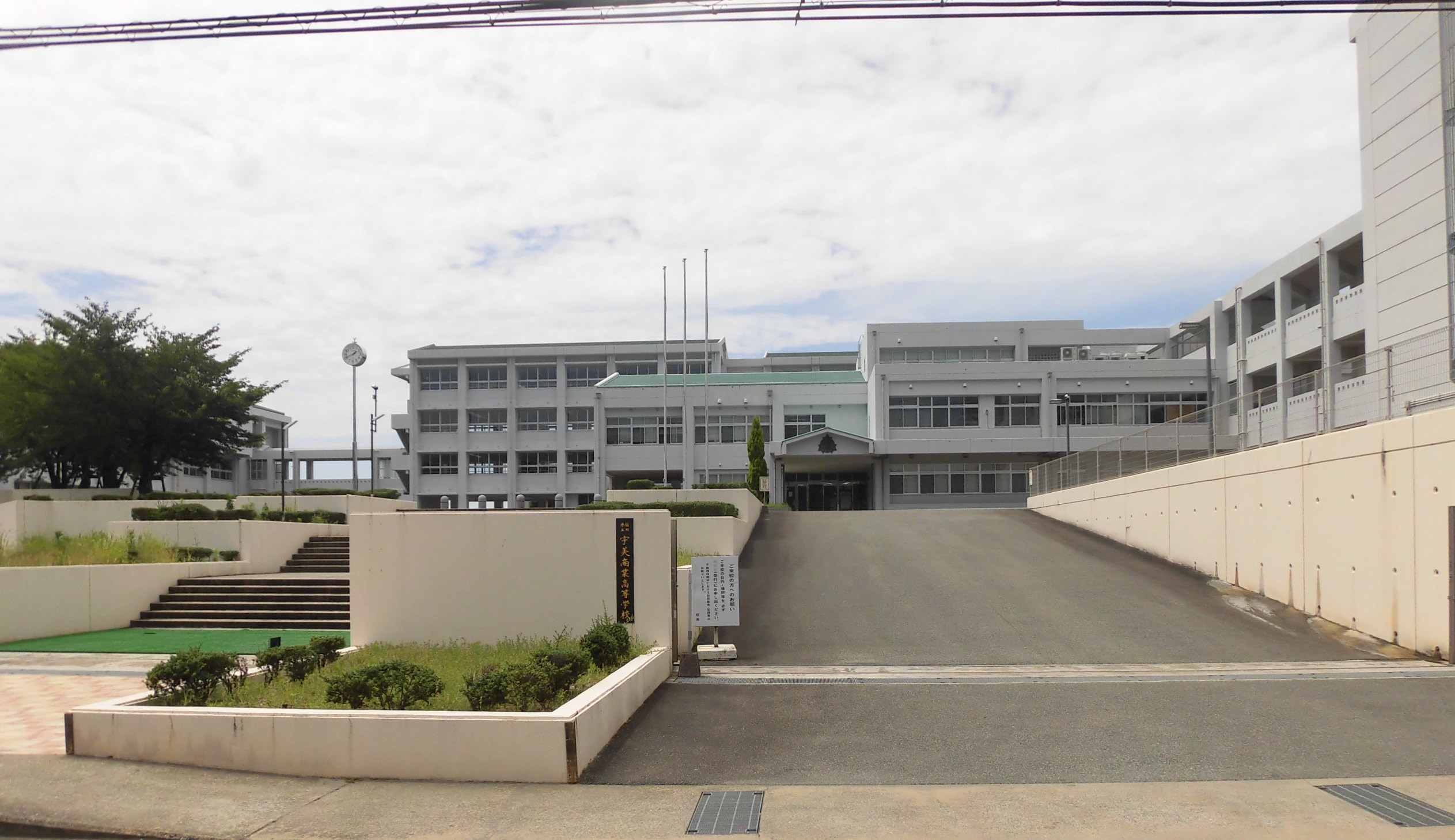
福岡県立宇美商業高等学校

### 高等学校
- 福岡県立宇美商業高等学校

### 中学校
- 宇美町立宇美中学校
- 宇美町立宇美東中学校
- 宇美町立宇美南中学校

### 小学校
- 宇美町立宇美小学校
- 宇美町立宇美東小学校
- 宇美町立原田小学校
- 宇美町立桜原小学校
- 宇美町立井野小学校

## 施設

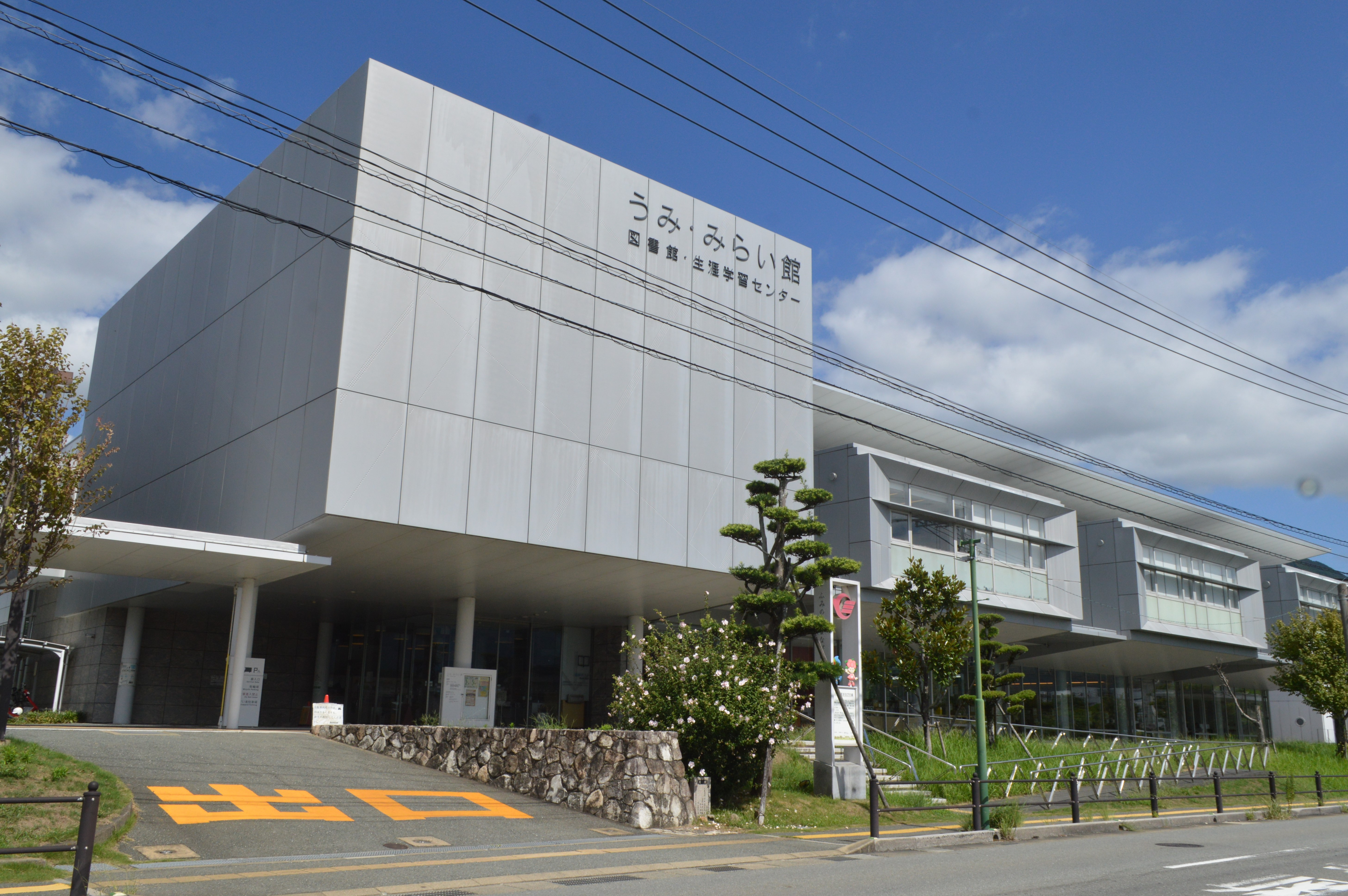
宇美町地域交流センター（うみ・みらい館）

警察は粕屋警察署（粕屋町）の管轄区域。消防は粕屋南部消防組合（志免町）の管轄区域。
- 宇美町地域交流センター（うみ・みらい館）
  - 宇美町立図書館
- 宇美町立歴史民俗資料館
- 宇美交番（宇美町宇美4丁目1-10）
- 福岡刑務所

## 産業

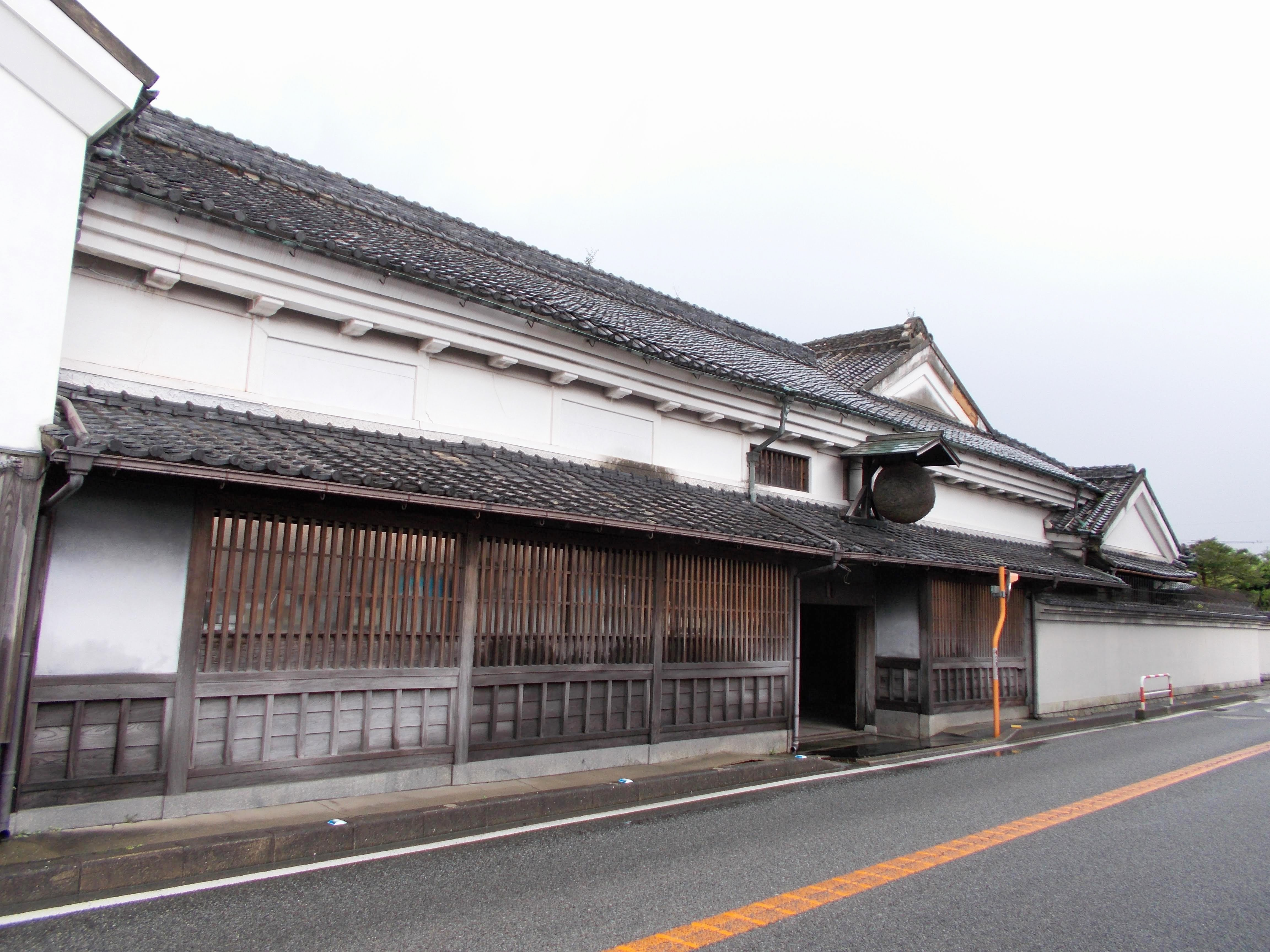
小林酒造本店

かつては石炭産業で栄えたが、昭和30年代のエネルギー革命により鉱業は衰退し、現在は農業、林業、観光業が主産業となっている。また町中央部には早見工場団地・若草工場団地が建設され、工場や事業所の誘致を図っている。

### 企業
- 昭和鉄工株式会社（2017年11月より本社を福岡市東区より宇美町に移転）
- 日本タングステン宇美工場
- 木村塗料株式会社
- 小林酒造本店
- 森博多織
- 入江不動産株式会社
- 株式会社小林食品

## 交通

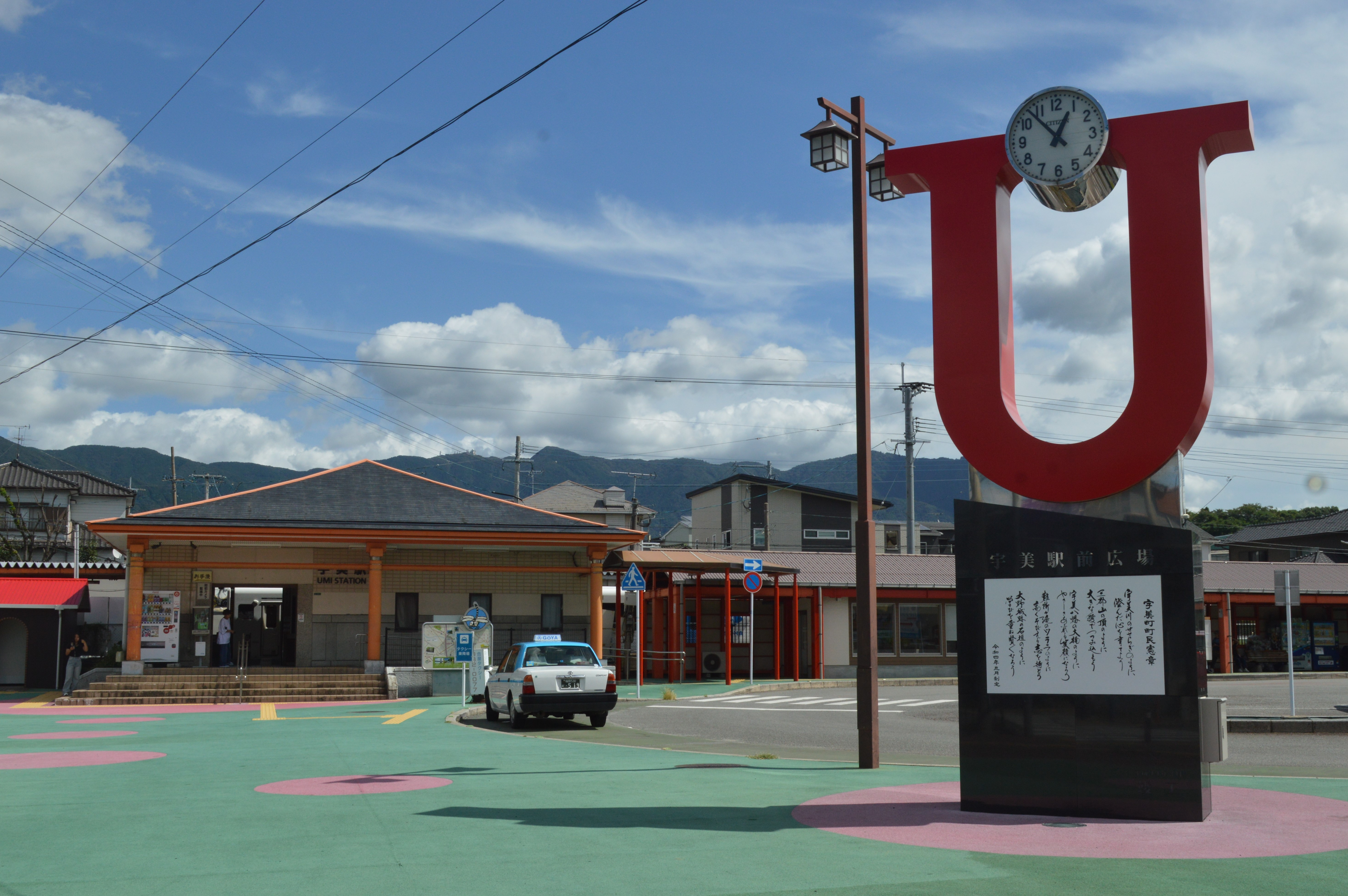
宇美駅

最寄の空港は福岡空港であり、町内から路線バスで行くことが可能である。

### 鉄道
- 九州旅客鉄道（JR九州）
  - 香椎線: 宇美駅

廃止路線
- 日本国有鉄道（国鉄）
  - 勝田線 - 1985年3月31日限りで廃止。
    - 下宇美駅 - 宇美駅 - 筑前勝田駅

### バス路線
- 西鉄バス - 西日本鉄道および子会社の西鉄バス二日市が福岡市や周辺市町と宇美町を結ぶ路線を多数運行している。
  - 西日本鉄道
    - 宇美町 - 志免町 - 福岡空港・福岡市内（博多BT・天神）
    - 宇美町 - 須恵町 - 粕屋町 - 福岡空港・福岡市内（博多BT・天神）
    - 宇美町 - 須恵町 - 志免町 - 福岡空港
    - 宇美町 - 桜並木駅 - JR南福岡駅

  - 西鉄バス二日市
    - 宇美町 - 西鉄太宰府駅

### 乗合タクシー
- のるーと宇美 - 2023年2月1日運行開始。AI活用型オンデマンドバスで、合屋タクシーと木村タクシーが受託運行する。

### 道路

#### 高速道路
- 高速道路の九州自動車道が通っているが、町内にインターチェンジはない。町内における九州自動車道の最寄りインターチェンジは北隣の須恵町にある須恵スマートインターチェンジ、もしくは南隣の太宰府市にある太宰府インターチェンジである。都市高速を利用する場合は西隣の大野城市にある大野城ランプが最寄り。
  - 九州自動車道上にバス停留所の宇美バスストップがあるが、現在は高速バスは停車しないため利用できない。

#### 一般道路
- 一般国道は通っていない。
- 主要地方道にあたる県道は以下の道路がある。
  - 福岡県道35号筑紫野古賀線 - 町中心部より東側を北西に延びる。
  - 福岡県道60号飯塚大野城線 - 町内を南西に延びる。中心市街地を東西に貫くルートと、中心市街地の南側を通るルートがある。
  - 福岡県道68号福岡太宰府線 - 町内を南東に延び、中心市街地を貫く。

## 名所・旧跡・観光スポット
- 宇美八幡宮

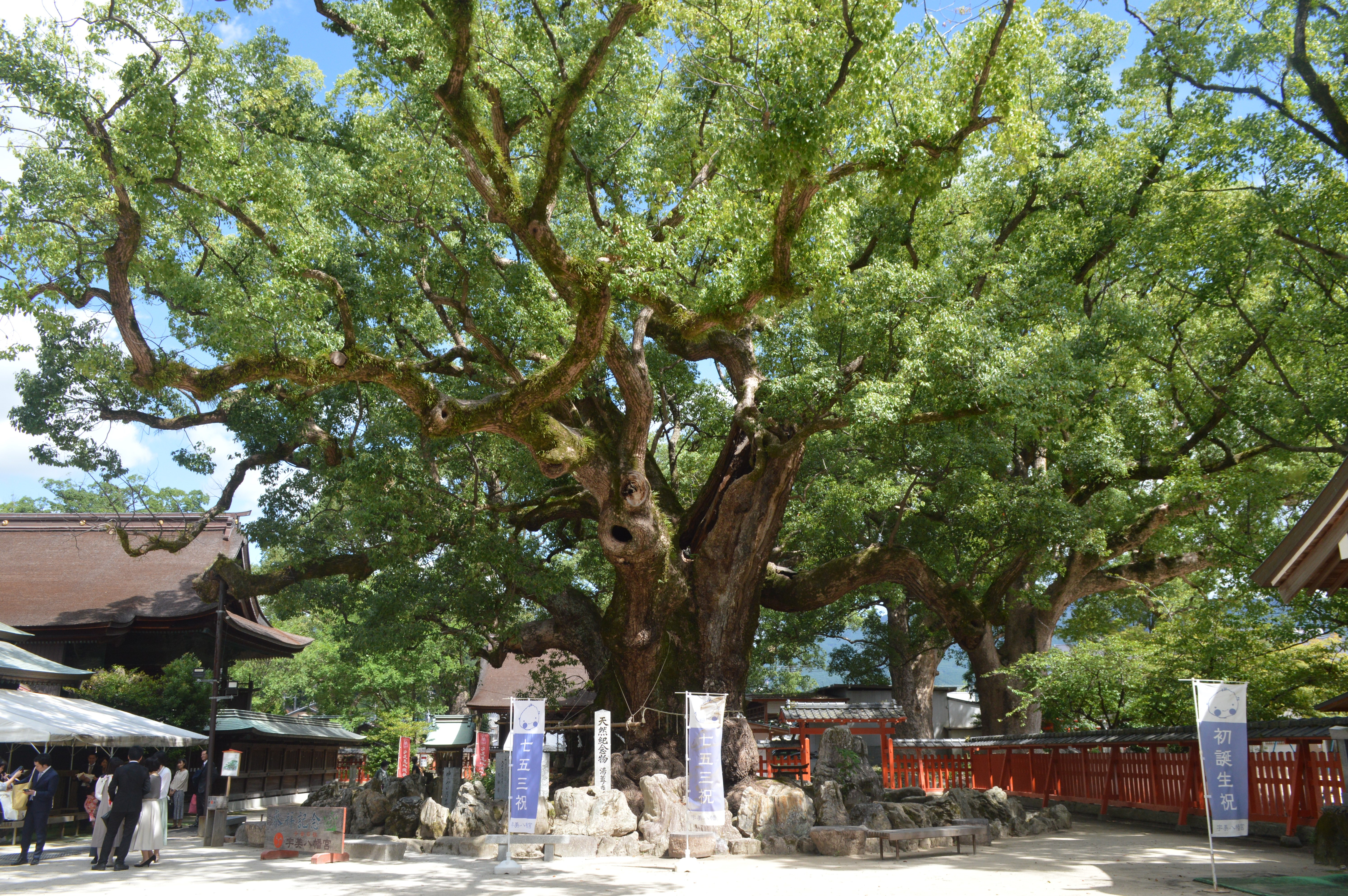
宇美八幡宮の湯蓋の森

  - 湯蓋の森 - クスノキの巨樹。国指定天然記念物。
  - 衣掛の森 - クスノキの巨樹。国指定天然記念物。
- 光正寺古墳公園
- 大野城跡　特別史跡
- 河原谷の大つらら（通称：難所ヶ滝）
- 宇美町立歴史民俗資料館
- 四王寺県民の森
- 一本松公園（昭和の森）

## 出身有名人
- 南里征典 - 小説家。
- 安部修仁 - 実業家。吉野家ホールディングス社長・会長。
- 角富士夫 - プロ野球選手。
- 中西英敏 - 柔道家。
- 山口幸三郎 - ライトノベル作家。
- 中島卓也 - プロ野球選手。
- 永田崇人 - 俳優。c.i.a.メンバー。
- 松本友 - プロ野球選手。警視庁警察官
- 松井奏凪人 - 大相撲力士。